# John Maybury
John Maybury (Londra, 25 marzo 1958) è un regista inglese.
Nel 2005 è stato inserito fra i 100 gay e lesbiche più influenti del Regno Unito.

## Biografia

### Le origini
Cresce a Enfield coi genitori Elsie e George Maybury, quattro sorelle e due fratelli.
Frequenta il St. Ignatius College e in seguito il St. Albans College of Art & Design, il North East London Polytechnic e il Saint Martins College of Art.

### Gli inizi
Negli anni '80, Maybury dirige numerosi cortometraggi e videoclip, incluso il video per Nothing Compares 2 U, singolo di Sinéad O'Connor, che si è classificato al 35º posto in un sondaggio di Channel 4 come miglior video musicale pop, ricevendo anche diversi premi.

### Cinema
Nel 1998 dirige Love Is the Devil, il suo primo lungometraggio, basato sulla vita del pittore irlandese Francis Bacon. Il film ha partecipato al Festival di Cannes del 1998 nella sezione Un Certain Regard. Nel 2005 dirige The Jacket e nel 2008 The Edge of Love, basato sulla vita del poeta gallese Dylan Thomas. Ha inoltre diretto la puntata finale della serie HBO/BBC Rome.

## Filmografia
- Love Is the Devil (1998, anche sceneggiatura)
- The Jacket (2005)
- The Edge of Love (2008)